# Atlixco
Atlixco is een stad in de Mexicaanse deelstaat Puebla. Atlixco heeft 86.173 inwoners (2005) en is de hoofdplaats van de gemeente Atlixco.
De stad ligt in de Valle de Cristo, de vruchtbare vallei van de Río Ayotac in het zuiden van de deelstaat. De belangrijkste bron van inkomsten is dan ook de landbouw, er worden onder ander luzerne en avocado's verbouwd, en de zuivelproductie.
In de precolumbiaanse periode was Atlixco een van de bloemenoorlogstaten, een bondgenoot van Tlaxcala en Huexotzinco tegen de Azteken, en sloot zich dan ook aan bij de conquistadores van Hernán Cortés in diens veroveringstocht tegen het Azteekse rijk.